# Tour de Catalogne 2010
Le 90e Tour de Catalogne a eu lieu du 22 au 28 mars 2010. Il s'agit de la cinquième épreuve du Calendrier mondial UCI 2010. L'Espagnol Joaquim Rodríguez Team Katusha a remporté la course. Luis León Sánchez conserve la tête du classement mondial.

## Présentation

### Participants
- Liste de départ complète

#### Équipes
Vingt-deux équipes participent à ce Tour de Catalogne, dont quatre équipes continentales professionnelles (Andalucía-Cajasur, Xacobeo Galicia, Cofidis et Cervélo TestTeam) :
| N.      | Code | Équipe                |
| ------- | ---- | --------------------- |
| 1-8     | ALM  | AG2R La Mondiale      |
| 11-18   | AST  | Astana                |
| 21-28   | GCE  | Caisse d'Épargne      |
| 31-38   | EUS  | Euskaltel-Euskadi     |
| 41-48   | FOT  | Footon-Servetto       |
| 51-58   | FDJ  | La Française des Jeux |
| 61-68   | GRM  | Garmin-Transitions    |
| 71-77   | LAM  | Lampre-Farnese Vini   |
| 81-88   | LIQ  | Liquigas-Doimo        |
| 91-98   | OLO  | Omega Pharma-Lotto    |
| 101-108 | QST  | Quick Step            |

| N.      | Code | Équipe            |
| ------- | ---- | ----------------- |
| 111-118 | RAB  | Rabobank          |
| 121-126 | SKY  | Team Sky          |
| 131-138 | THR  | Team HTC-Columbia |
| 141-148 | KAT  | Team Katusha      |
| 151-158 | MRM  | Team Milram       |
| 161-168 | RSH  | Team RadioShack   |
| 171-177 | SAX  | Team Saxo Bank    |
| 181-188 | ACA  | Andalucía-Cajasur |
| 191-198 | CTT  | Cervélo TestTeam  |
| 201-208 | COF  | Cofidis           |
| 211-218 | XAC  | Xacobeo Galicia   |

#### Favoris
Luis León Sánchez (Caisse d'Épargne), leader du Classement mondial et Roman Kreuziger (Liquigas-Doimo), 4e et maillot blanc de Paris-Nice, tenteront de faire fructifier leur bon début de saison. Ils devront faire face à Denis Menchov (Rabobank), également dans le rythme en ce début de saison et Joaquim Rodríguez (Team Katusha) en forme en ce début de saison. Attention également à Ivan Basso (Liquigas-Doimo), Andreas Klöden, Levi Leipheimer (Team RadioShack) et Carlos Sastre (Cervélo TestTeam), qui sont de très bons coureurs de courses à étapes. Si Fränk Schleck (Team Saxo Bank) a réalisé plutôt un bon Paris-Nice, son frère Andy a été en difficulté sur Tirreno-Adriatico.
Peu de sprinteurs seront présents sur les routes de Catalogne. Les principaux sont Mark Cavendish (Team HTC-Columbia), Robert Förster (Team Milram), Tomas Vaitkus (Team RadioShack) et Juan José Haedo (Team Saxo Bank).
Les autres "grand noms" de ce Tour de Catalogne seront Tadej Valjavec, Cyril Dessel, Vladimir Efimkin (AG2R La Mondiale), Óscar Pereiro (Astana), José Iván Gutiérrez (Caisse d'Épargne), Christophe Le Mével (La Française des Jeux), Christian Vande Velde, David Zabriskie (Garmin-Transitions), Tony Martin (Team HTC-Columbia), Vladimir Karpets (Team Katusha), Janez Brajkovič (Team RadioShack), Jens Voigt, Chris Anker Sørensen, Nicki Sørensen (Team Saxo Bank) et Ezequiel Mosquera (Xacobeo Galicia).

### Parcours
Ce Tour de Catalogne comprendra un contre-la-montre, 5 étapes de moyenne montagne et 1 dernière étape pour les sprinteurs,.

## Étapes
| Étape     | Date    | Villes étapes                                | Distance (km) | Vainqueur d'étape | Leader du classement général |
| --------- | ------- | -------------------------------------------- | ------------- | ----------------- | ---------------------------- |
| 1re étape | 22 mars | Lloret de Mar                                | 3,6 (clm)     | Paul Voss         | Paul Voss                    |
| 2e étape  | 23 mars | Salt - Banyoles                              | 182,6         | Mark Cavendish    | Paul Voss                    |
| 3e étape  | 24 mars | La Vall d'en Bas - La Seu d'Urgell           | 185,9         | Xavier Tondo      | Joaquim Rodríguez            |
| 4e étape  | 25 mars | Oliana - Ascó                                | 209,7         | Jens Voigt        | Joaquim Rodríguez            |
| 5e étape  | 26 mars | Ascó - Cabacés                               | 181,2         | Davide Malacarne  | Joaquim Rodríguez            |
| 6e étape  | 27 mars | El Vendrell - Barcelone                      | 161,9         | Samuel Dumoulin   | Joaquim Rodríguez            |
| 7e étape  | 28 mars | Sant Cugat del Vallès - Circuit de Catalogne | 117,8         | Juan José Haedo   | Joaquim Rodríguez            |

## Récit de la course

### 1reétape
Ce contre-la-montre de 3,6 km est pratiquement plat.
Paul Voss (Team Milram) remporte la première étape et s'empare de la tunique de leader.
|    | Coureur          | Pays        | Équipe             |    | Temps      |
| -- | ---------------- | ----------- | ------------------ | -- | ---------- |
| 1  | Paul Voss        | Allemagne   | Team Milram        | en | 4 min 57 s |
| 2  | Levi Leipheimer  | États-Unis  | Team RadioShack    | +  | 1 s        |
| 3  | Andreas Klöden   | Allemagne   | Team RadioShack    |    | 2 s        |
| 4  | Dominik Nerz     | Allemagne   | Team Milram        |    | 4 s        |
| 5  | Jan Bakelants    | Belgique    | Omega Pharma-Lotto |    | 4 s        |
| 6  | Davide Malacarne | Italie      | Quick Step         |    | 4 s        |
| 7  | Mark Cavendish   | Royaume-Uni | Team HTC-Columbia  |    | 4 s        |
| 8  | Craig Lewis      | États-Unis  | Team HTC-Columbia  |    | 5 s        |
| 9  | Nicolas Roche    | Irlande     | AG2R La Mondiale   |    | 6 s        |
| 10 | Kristjan Koren   | Slovénie    | Liquigas           |    | 6 s        |

|    | Coureur          | Pays        | Équipe             |    | Temps      |
| -- | ---------------- | ----------- | ------------------ | -- | ---------- |
| 1  | Paul Voss        | Allemagne   | Team Milram        | en | 4 min 57 s |
| 2  | Levi Leipheimer  | États-Unis  | Team RadioShack    | +  | 1 s        |
| 3  | Andreas Klöden   | Allemagne   | Team RadioShack    |    | 2 s        |
| 4  | Dominik Nerz     | Allemagne   | Team Milram        |    | 4 s        |
| 5  | Jan Bakelants    | Belgique    | Omega Pharma-Lotto |    | 4 s        |
| 6  | Davide Malacarne | Italie      | Quick Step         |    | 4 s        |
| 7  | Mark Cavendish   | Royaume-Uni | Team HTC-Columbia  |    | 4 s        |
| 8  | Craig Lewis      | États-Unis  | Team HTC-Columbia  |    | 5 s        |
| 9  | Nicolas Roche    | Irlande     | AG2R La Mondiale   |    | 6 s        |
| 10 | Kristjan Koren   | Slovénie    | Liquigas           |    | 6 s        |

### 2eétape
Une deuxième étape plutôt vallonnée, avec un col de première catégorie et deux sprints intermédiaires.
Mark Cavendish (Team HTC-Columbia) remporte cette étape au sprint. Il devance Juan José Haedo (Team Saxo Bank) et Aitor Galdós (Euskaltel-Euskadi). À noter qu'Andy Schleck (Team Saxo Bank) a abandonné.
|    | Coureur                | Pays        | Équipe             |    | Temps           |
| -- | ---------------------- | ----------- | ------------------ | -- | --------------- |
| 1  | Mark Cavendish         | Royaume-Uni | Team HTC-Columbia  | en | 4 h 15 min 46 s |
| 2  | Juan José Haedo        | Argentine   | Team Saxo Bank     | +  | m.t             |
| 3  | Aitor Galdós           | Espagne     | Euskaltel-Euskadi  |    | m.t             |
| 4  | Samuel Dumoulin        | France      | Cofidis            |    | m.t             |
| 5  | Michel Kreder          | Pays-Bas    | Garmin-Transitions |    | m.t             |
| 6  | Manuel António Cardoso | Portugal    | Footon-Servetto    |    | m.t             |
| 7  | Kristjan Koren         | Slovénie    | Liquigas-Doimo     |    | m.t             |
| 8  | Nicolas Roche          | Irlande     | AG2R La Mondiale   |    | m.t             |
| 9  | Ryder Hesjedal         | Canada      | Garmin-Transitions |    | m.t             |
| 10 | Daniel Moreno          | Espagne     | Omega Pharma-Lotto |    | m.t             |

|    | Coureur          | Pays        | Équipe             |    | Temps           |
| -- | ---------------- | ----------- | ------------------ | -- | --------------- |
| 1  | Paul Voss        | Allemagne   | Team Milram        | en | 4 h 20 min 43 s |
| 2  | Levi Leipheimer  | États-Unis  | Team RadioShack    | +  | 1 s             |
| 3  | Andreas Klöden   | Allemagne   | Team RadioShack    |    | 2 s             |
| 4  | Dominik Nerz     | Allemagne   | Team Milram        |    | 4 s             |
| 5  | Jan Bakelants    | Belgique    | Omega Pharma-Lotto |    | 4 s             |
| 6  | Davide Malacarne | Italie      | Quick Step         |    | 4 s             |
| 7  | Mark Cavendish   | Royaume-Uni | Team HTC-Columbia  |    | 4 s             |
| 8  | Craig Lewis      | États-Unis  | Team HTC-Columbia  |    | 5 s             |
| 9  | Nicolas Roche    | Irlande     | AG2R La Mondiale   |    | 6 s             |
| 10 | Kristjan Koren   | Slovénie    | Liquigas-Doimo     |    | 6 s             |

### 3eétape
Une vraie étape de moyenne montagne, avec 3 cols de deuxième catégorie, un col de catégorie especial et deux sprints intermédiaires.
Xavier Tondo (Cervélo TestTeam) remporte l'étape, devançant lors d'un sprint à deux Joaquim Rodríguez (Team Katusha). Rodríguez prend le maillot blanc à bande vertes de leader. Tondo prend la 2e place. Luis León Sánchez (Caisse d'Épargne) est 3e de l'étape et du classement général.
|    | Coureur           | Pays     | Équipe                |    | Temps           |
| -- | ----------------- | -------- | --------------------- | -- | --------------- |
| 1  | Xavier Tondo      | Espagne  | Cervélo TestTeam      | en | 4 h 43 min 23 s |
| 2  | Joaquim Rodríguez | Espagne  | Team Katusha          | +  | 0 s             |
| 3  | Luis León Sánchez | Espagne  | Caisse d'Épargne      |    | 48 s            |
| 4  | Sandy Casar       | France   | La Française des Jeux |    | 1 min 20 s      |
| 5  | Michel Kreder     | Pays-Bas | Garmin-Transitions    |    | 1 min 20 s      |
| 6  | Nicolas Roche     | Irlande  | AG2R La Mondiale      |    | 1 min 20 s      |
| 7  | Pieter Weening    | Pays-Bas | Rabobank              |    | 1 min 20 s      |
| 8  | Aitor Pérez       | Espagne  | Footon-Servetto       |    | 1 min 20 s      |
| 9  | Paolo Tiralongo   | Italie   | Astana                |    | 1 min 20 s      |
| 10 | Rein Taaramäe     | Estonie  | Cofidis               |    | 1 min 20 s      |

|    | Coureur           | Pays     | Équipe             |    | Temps           |
| -- | ----------------- | -------- | ------------------ | -- | --------------- |
| 1  | Joaquim Rodríguez | Espagne  | Team Katusha       | en | 9 h 04 min 12 s |
| 2  | Xavier Tondo      | Espagne  | Cervélo TestTeam   | +  | 10 s            |
| 3  | Luis León Sánchez | Espagne  | Caisse d'Épargne   |    | 48 s            |
| 4  | Nicolas Roche     | Irlande  | AG2R La Mondiale   |    | 1 min 20 s      |
| 5  | Kristjan Koren    | Slovénie | Liquigas-Doimo     |    | 1 min 20 s      |
| 6  | Ryder Hesjedal    | Canada   | Garmin-Transitions |    | 1 min 20 s      |
| 7  | Rein Taaramäe     | Estonie  | Cofidis            |    | 1 min 20 s      |
| 8  | Roman Kreuziger   | Tchéquie | Liquigas-Doimo     |    | 1 min 22 s      |
| 9  | Michel Kreder     | Pays-Bas | Garmin-Transitions |    | 1 min 24 s      |
| 10 | Óscar Pereiro     | Espagne  | Astana             |    | 1 min 24 s      |

### 4eétape
Un début plutôt plat, avec le premier sprint intermédiaire et la zone de ravitaillement. Puis, une longue descente d'environ 30 km. Enfin, un circuit à parcourir 2 fois, comprenant un col de 2e catégorie. Lors du deuxième passage sur la ligne (avant le 2e passage du circuit), un 2e sprint intermédiaire sera disputé.
Jens Voigt (Team Saxo Bank) s'échappe dans le dernier tour. Il est suivi par Rein Taaramäe (Cofidis), qu'il devance sur la ligne. Paul Voss (Team Milram), vainqueur du prologue, remporte le sprint de peloton, à 34 secondes. Denis Menchov (Rabobank) a abandonné.
|    | Coureur            | Pays      | Équipe                |    | Temps           |
| -- | ------------------ | --------- | --------------------- | -- | --------------- |
| 1  | Jens Voigt         | Allemagne | Team Saxo Bank        | en | 4 h 43 min 28 s |
| 2  | Rein Taaramäe      | Estonie   | Cofidis               | +  | m.t             |
| 3  | Paul Voss          | Allemagne | Team Milram           |    | 34 s            |
| 4  | Michel Kreder      | Pays-Bas  | Garmin-Transitions    |    | 34 s            |
| 5  | David Loosli       | Suisse    | Lampre-Farnese Vini   |    | 34 s            |
| 6  | Jérémy Roy         | France    | La Française des Jeux |    | 34 s            |
| 7  | Josep Jufré        | Espagne   | Astana                |    | 34 s            |
| 8  | Daniel Moreno      | Espagne   | Omega Pharma-Lotto    |    | 34 s            |
| 9  | Robert Kišerlovski | Croatie   | Liquigas-Doimo        |    | 34 s            |
| 10 | Igor Antón         | Espagne   | Euskaltel-Euskadi     |    | 34 s            |

|    | Coureur           | Pays     | Équipe             |    | Temps            |
| -- | ----------------- | -------- | ------------------ | -- | ---------------- |
| 1  | Joaquim Rodríguez | Espagne  | Team Katusha       | en | 13 h 48 min 14 s |
| 2  | Xavier Tondo      | Espagne  | Cervélo TestTeam   | +  | 10 s             |
| 3  | Rein Taaramäe     | Estonie  | Cofidis            |    | 46 s             |
| 4  | Luis León Sánchez | Espagne  | Caisse d'Épargne   |    | 48 s             |
| 5  | Nicolas Roche     | Irlande  | AG2R La Mondiale   |    | 1 min 20 s       |
| 6  | Kristjan Koren    | Slovénie | Liquigas-Doimo     |    | 1 min 20 s       |
| 7  | Ryder Hesjedal    | Canada   | Garmin-Transitions |    | 1 min 20 s       |
| 8  | Roman Kreuziger   | Tchéquie | Liquigas-Doimo     |    | 1 min 22 s       |
| 9  | Michel Kreder     | Pays-Bas | Garmin-Transitions |    | 1 min 24 s       |
| 10 | Janez Brajkovič   | Slovénie | Team RadioShack    |    | 1 min 25 s       |

### 5eétape
Cette étape vallonnée comprend un col de 2e catégorie en début d'étape et un autre en fin d'étape. Entre les 2, 2 cols de 3e catégorie et 2 sprints intermédiaires.
Davide Malacarne (Quick Step) s'impose, après avoir lâché Javier Ramírez (Andalucía-Cajasur), Sergio de Lis (Euskaltel-Euskadi) et Gustavo César Veloso (Xacobeo Galicia) dans la dernière ascension du jour.
|    | Coureur           | Pays       | Équipe             |    | Temps           |
| -- | ----------------- | ---------- | ------------------ | -- | --------------- |
| 1  | Davide Malacarne  | Italie     | Quick Step         | en | 4 h 50 min 03 s |
| 2  | Andreas Klöden    | Allemagne  | Team RadioShack    | +  | 36 s            |
| 3  | Luis León Sánchez | Espagne    | Caisse d'Épargne   |    | 37 s            |
| 4  | Michel Kreder     | Pays-Bas   | Garmin-Transitions |    | 37 s            |
| 5  | Rein Taaramäe     | Estonie    | Cofidis            |    | 37 s            |
| 6  | Paolo Tiralongo   | Italie     | Astana             |    | 40 s            |
| 7  | Joaquim Rodríguez | Espagne    | Team Katusha       |    | 40 s            |
| 8  | Fränk Schleck     | Luxembourg | Team Saxo Bank     |    | 40 s            |
| 9  | Ryder Hesjedal    | Canada     | Garmin-Transitions |    | 40 s            |
| 10 | Eros Capecchi     | Italie     | Footon-Servetto    |    | 40 s            |

|    | Coureur           | Pays     | Équipe                |    | Temps            |
| -- | ----------------- | -------- | --------------------- | -- | ---------------- |
| 1  | Joaquim Rodríguez | Espagne  | Team Katusha          | en | 18 h 38 min 57 s |
| 2  | Xavier Tondo      | Espagne  | Cervélo TestTeam      | +  | 10 s             |
| 3  | Rein Taaramäe     | Estonie  | Cofidis               |    | 43 s             |
| 4  | Luis León Sánchez | Espagne  | Caisse d'Épargne      |    | 45 s             |
| 5  | Nicolas Roche     | Irlande  | AG2R La Mondiale      |    | 1 min 20 s       |
| 6  | Ryder Hesjedal    | Canada   | Garmin-Transitions    |    | 1 min 20 s       |
| 7  | Michel Kreder     | Pays-Bas | Garmin-Transitions    |    | 1 min 21 s       |
| 8  | Roman Kreuziger   | Tchéquie | Liquigas-Doimo        |    | 1 min 22 s       |
| 9  | Janez Brajkovič   | Slovénie | Team RadioShack       |    | 1 min 25 s       |
| 10 | Rémy Di Grégorio  | France   | La Française des Jeux |    | 1 min 26 s       |

### 6eétape
Cette étape débute par un col de 3e catégorie, puis enchaine par plusieurs ascensions non répertoriées et par une longue descente jusqu'au 1er sprint intermédiaire (km 95). Ensuite, les coureurs emprunteront un parcours relativement plat pendant une soixantaine de km, avec seulement une ascension de 3e catégorie et un 2e sprint intermédiaire. Le final ressemble à celui des classiques ardennaises, avec 3 côtes de 3e catégorie en 10 km.
|    | Coureur           | Pays      | Équipe              |    | Temps           |
| -- | ----------------- | --------- | ------------------- | -- | --------------- |
| 1  | Samuel Dumoulin   | France    | Cofidis             | en | 4 h 04 min 45 s |
| 2  | Rein Taaramäe     | Estonie   | Cofidis             | +  | m.t.            |
| 3  | Joaquim Rodríguez | Espagne   | Team Katusha        |    | m.t.            |
| 4  | David Loosli      | Suisse    | Lampre-Farnese Vini |    | m.t.            |
| 5  | Aitor Galdós      | Espagne   | Euskaltel-Euskadi   |    | m.t.            |
| 6  | Andreas Klöden    | Allemagne | Astana              |    | m.t.            |
| 7  | Roman Kreuziger   | Tchéquie  | Liquigas            |    | m.t.            |
| 8  | Luis León Sánchez | Espagne   | Caisse d'Épargne    |    | m.t.            |
| 9  | Paolo Tiralongo   | Italie    | Lampre-Farnese Vini |    | m.t.            |
| 10 | Ryder Hesjedal    | Canada    | Garmin-Slipstream   |    | m.t.            |

|    | Coureur           | Pays       | Équipe                |    | Temps            |
| -- | ----------------- | ---------- | --------------------- | -- | ---------------- |
| 1  | Joaquim Rodríguez | Espagne    | Team Katusha          | en | 22 h 43 min 42 s |
| 2  | Xavier Tondo      | Espagne    | Cervélo TestTeam      | +  | 10 s             |
| 3  | Rein Taaramäe     | Estonie    | Cofidis               |    | 43 s             |
| 4  | Luis León Sánchez | Espagne    | Caisse d'Épargne      |    | 45 s             |
| 5  | Nicolas Roche     | Irlande    | AG2R La Mondiale      |    | 1 min 20 s       |
| 6  | Ryder Hesjedal    | Canada     | Garmin-Slipstream     |    | 1 min 20 s       |
| 7  | Michel Kreder     | États-Unis | Garmin-Slipstream     |    | 1 min 21 s       |
| 8  | Roman Kreuziger   | Tchéquie   | Liquigas              |    | 1 min 22 s       |
| 9  | Janez Brajkovič   | Slovénie   | Team RadioShack       |    | 1 min 25 s       |
| 10 | Rémy Di Grégorio  | France     | La Française des Jeux |    | 1 min 26 s       |

### 7eétape
Cette dernière étape comprend un début légèrement vallonné, avec deux sprints intermédiaires et une côte de troisième catégorie, et le circuit final tout plat à parcourir 8 fois.
|    | Coureur                | Pays      | Équipe              |    | Temps           |
| -- | ---------------------- | --------- | ------------------- | -- | --------------- |
| 1  | Juan José Haedo        | Argentine | Team Saxo Bank      | en | 2 h 32 min 21 s |
| 2  | Robert Förster         | Allemagne | Team Milram         | +  | m.t.            |
| 3  | Nicolas Roche          | Irlande   | AG2R La Mondiale    |    | m.t.            |
| 4  | Davide Viganò          | Italie    | Quick Step          |    | m.t.            |
| 5  | Lucas Sebastián Haedo  | Argentine | Team Saxo Bank      |    | m.t.            |
| 6  | Aitor Galdós           | Espagne   | Euskaltel-Euskadi   |    | m.t.            |
| 7  | Manuel António Cardoso | Portugal  | Footon-Servetto     |    | m.t.            |
| 8  | Paul Voss              | Allemagne | Team Milram         |    | m.t.            |
| 9  | Andreas Stauff         | Allemagne | Quick Step          |    | m.t.            |
| 10 | David Loosli           | Suisse    | Lampre-Farnese Vini |    | m.t.            |

|    | Coureur           | Pays       | Équipe                |    | Temps            |
| -- | ----------------- | ---------- | --------------------- | -- | ---------------- |
| 1  | Joaquim Rodríguez | Espagne    | Team Katusha          | en | 22 h 43 min 42 s |
| 2  | Xavier Tondo      | Espagne    | Cervélo TestTeam      | +  | 10 s             |
| 3  | Rein Taaramäe     | Estonie    | Cofidis               |    | 43 s             |
| 4  | Luis León Sánchez | Espagne    | Caisse d'Épargne      |    | 45 s             |
| 5  | Nicolas Roche     | Irlande    | AG2R La Mondiale      |    | 1 min 20 s       |
| 6  | Ryder Hesjedal    | Canada     | Garmin-Slipstream     |    | 1 min 20 s       |
| 7  | Michel Kreder     | États-Unis | Garmin-Slipstream     |    | 1 min 21 s       |
| 8  | Roman Kreuziger   | Tchéquie   | Liquigas              |    | 1 min 22 s       |
| 9  | Janez Brajkovič   | Slovénie   | Team RadioShack       |    | 1 min 25 s       |
| 10 | Rémy Di Grégorio  | France     | La Française des Jeux |    | 1 min 26 s       |

## Classements finals

### Classement général
|    | Cycliste          | Pays     | Équipe                |    | Temps            |
| -- | ----------------- | -------- | --------------------- | -- | ---------------- |
| 1  | Joaquim Rodríguez | Espagne  | Team Katusha          | en | 25 h 16 min 03 s |
| 2  | Xavier Tondo      | Espagne  | Cervélo TestTeam      | +  | 10 s             |
| 3  | Rein Taaramäe     | Estonie  | Cofidis               |    | 43 s             |
| 4  | Luis León Sánchez | Espagne  | Caisse d'Épargne      |    | 45 s             |
| 5  | Nicolas Roche     | Irlande  | AG2R La Mondiale      |    | 1 min 20 s       |
| 6  | Ryder Hesjedal    | Canada   | Garmin-Transitions    |    | 1 min 20 s       |
| 7  | Michel Kreder     | Pays-Bas | Garmin-Transitions    |    | 1 min 21 s       |
| 8  | Roman Kreuziger   | Tchéquie | Liquigas-Doimo        |    | 1 min 22 s       |
| 9  | Janez Brajkovič   | Slovénie | Team RadioShack       |    | 1 min 25 s       |
| 10 | Rémy Di Grégorio  | France   | La Française des Jeux |    | 1 min 26 s       |

### Classements annexes
|   | Cycliste             | Équipe             | Points |
| - | -------------------- | ------------------ | ------ |
|   | Jonathan Castroviejo | Euskaltel-Euskadi  | 15     |
| 2 | Javier Ramírez       | Andalucía-Cajasur  | 7      |
| 3 | Jan Bakelants        | Omega Pharma-Lotto | 6      |

|   | Cycliste                  | Équipe                | Points |
| - | ------------------------- | --------------------- | ------ |
|   | David Gutiérrez Gutiérrez | Footon-Servetto       | 46     |
| 2 | Javier Ramírez            | Andalucía-Cajasur     | 38     |
| 3 | Jérémy Roy                | La Française des Jeux | 27     |

|   | Équipe                | Temps               |
| - | --------------------- | ------------------- |
| 1 | Team Katusha          | en 68 h 15 min 52 s |
| 2 | La Française des Jeux | + 23 s              |
| 3 | Garmin-Transitions    | + 47 s              |

## Évolutions des classements
| Étape            | Vainqueur        | Classement général | Classement des sprints | Classement de la montagne | Classement par équipes |
| ---------------- | ---------------- | ------------------ | ---------------------- | ------------------------- | ---------------------- |
| 1                | Paul Voss        | Paul Voss          | Non décerné            | Non décerné               | Team RadioShack        |
| 2                | Mark Cavendish   | Paul Voss          | Jonathan Castroviejo   | Peter Stetina             | Team RadioShack        |
| 3                | Xavier Tondo     | Joaquim Rodríguez  | Jonathan Castroviejo   | David Gutiérrez Gutiérrez | Team Katusha           |
| 4                | Jens Voigt       | Joaquim Rodríguez  | Jonathan Castroviejo   | David Gutiérrez Gutiérrez | Team Katusha           |
| 5                | Davide Malacarne | Joaquim Rodríguez  | Jonathan Castroviejo   | David Gutiérrez Gutiérrez | Team Katusha           |
| 6                | Samuel Dumoulin  | Joaquim Rodríguez  | Jonathan Castroviejo   | David Gutiérrez Gutiérrez | Team Katusha           |
| 7                | Juan José Haedo  | Joaquim Rodríguez  | Jonathan Castroviejo   | David Gutiérrez Gutiérrez | Team Katusha           |
| Classement final | Classement final | Joaquim Rodríguez  | Jonathan Castroviejo   | David Gutiérrez Gutiérrez | Team Katusha           |

## Points UCI
| #  | Coureur               | Équipe | Pts |
| -- | --------------------- | ------ | --- |
| 1  | Joaquim Rodríguez     | KAT    | 106 |
| 2  | Xavier Tondo          | CTT    | 86  |
| 3  | Rein Taaramäe         | COF    | 79  |
| 4  | Luis León Sánchez     | GCE    | 64  |
| 5  | Nicolas Roche         | ALM    | 52  |
| 6  | Ryder Hesjedal        | GRM    | 40  |
| 7  | Michel Kreder         | GRM    | 34  |
| 8  | Roman Kreuziger       | LIQ    | 20  |
| 9  | Janez Brajkovič       | RSH    | 10  |
| 10 | Juan José Haedo       | SAX    | 10  |
| 11 | Paul Voss             | MRM    | 8   |
| 12 | Samuel Dumoulin       | COF    | 7   |
| 13 | Mark Cavendish        | THR    | 6   |
| 14 | Andreas Klöden        | RSH    | 6   |
| 15 | Davide Malacarne      | QST    | 6   |
| 16 | Jens Voigt            | SAX    | 6   |
| 17 | Rémy Di Grégorio      | FDJ    | 4   |
| 18 | Robert Förster        | MRM    | 4   |
| 19 | Levi Leipheimer       | RSH    | 4   |
| 20 | Aitor Galdós          | EUS    | 3   |
| 21 | Jan Bakelants         | OLO    | 1   |
| 22 | Sandy Casar           | FDJ    | 1   |
| 23 | Lucas Sebastián Haedo | SAX    | 1   |
| 24 | David Loosli          | LAM    | 1   |
| 25 | Marco Marzano         | LAM    | 1   |
| 26 | Dominik Nerz          | MRM    | 1   |
| 27 | Davide Viganò         | SKY    | 1   |